# Douăzeci de mii de leghe sub mări (film din 1907)
Douăzeci de mii de leghe sub mări (1907, în franceză: Deux Cents Milles sous les mers ou le Cauchemar du pêcheur) este un film mut francez regizat de Georges Méliès. Filmul se bazează vag pe romanul lui Jules Verne cu același titlu și a devenit unul dintre primele filme color deoarece a fost colorat cadru cu cadru. Filmul, o parodie a romanului lui Verne, urmărește un pescar care visează să călătorească cu submarinul la fundul oceanului, unde întâlnește creaturi marine realiste și fanteziste, inclusiv un cor de naiade (nimfe).

## Intrigă
Yves, un pescar, vine acasă după o zi obositoare de la pescuit și curând adoarme. În visul său, este vizitat de Zâna Oceanului, care îl duce într-un submarin. Yves este numit locotenent la comandă și pornește într-o călătorie submarină.
Urmează o panoramă de priveliști subterane, inclusiv naufragii, grote subacvatice, crustacee imense, nimfe marine, monștri de mare, stele de mare, sirene și un balet de naiade. Baletul este întrerupt de Yves, a cărui inexperiență cu submarinele îl face să se lovească de o stâncă. Yves părăsește submarinul avariat și aleargă după naide care pleacă, dar este atacat de pești și crabi uriași. El evadează și călătorește prin alte minuni subacvatice, inclusiv peșteri subacvatice, anemone, corali, cai de mare uriași și o caracatiță care îl atacă. Cu toate acestea, ca răzbunare pentru toți peștii pe care Yves i-a prins în viața sa, zeițele mării prind pescarul într-o plasă și îl lasă să cadă într-un burete gol, din care se chinuie să scape.
Trezindu-se din vis, Yves își dă seama că a căzut din patul său în cada de baie unde s-a încurcat în propria sa plasă de pescuit. Vecinii și prietenii săi îl eliberează, iar el le face cinste la toți cu băutură la cea mai apropiată cafenea.

## Producție
Actorul Manuel, care a mai apărut în drama Les Incendiaires din 1906, interpretează rolul pescarului Yves. Corul de naiade este interpretat de dansatoare de la Théâtre du Châtelet.
Din film a supraviețuit un singur fragment, fiind în general considerat un film pierdut.